# National Folk Museum of Korea
Das National Folk Museum of Korea ist ein Museum in Südkorea. Es ist auf dem Gelände des Gyeongbokgung-Palastes in Jongno-gu, Seoul, beheimatet und verwendet Nachbauten von historischen Objekten, die die Geschichte des koreanischen Volkes zeigen.
Direktor ist Jingi Cheon.

## Geschichte
Das Museum wurde 1924 von Yanagi Sōetsu gegründet. Dieser Name wurde später von der US-Regierung am 8. November 1945 geändert. Das Museum war ursprünglich auf dem Berg Namsan gelegen und zog später nach Gyeongbokgung im Jahr 1975 um. Das heutige Gebäude wurde 1972 erbaut und beherbergte das National Museum of Korea bis 1986. Es wurde umgebaut und wiedereröffnet als National Folk Museum im Jahr 1993. Der Entwurf des Gebäudes basiert auf verschiedenen historischen Gebäuden rund um Südkorea.
Das Museum hat drei Messehallen, und es beherbergt auch ein Museum für Kinder und eine Freiluft-Ausstellung.